# Beiyanerpeton
Beiyanerpeton jianpingensis
Genre
Espèce
Beiyanerpeton est un genre d'amphibiens fossiles du sous-ordre des salamandroïdes, dont le seul représentant connu est Beiyanerpeton jianpingensis.
Plusieurs spécimens de cette espèce ont été collectés à Guancaishan dans la province du Liaoning (Nord-Est de la Chine). Ils proviennent des bancs de Daohugou, placés aujourd'hui dans la formation de Tiaojishan (biote de Yanliao), datée du Jurassique moyen à supérieur. En 2016, une datation à l'uranium-plomb dans la province du Liaoning précise son âge à 160 Ma (Oxfordien),.

## Publication originale
- (en) Ke-Qin Gao et Neil H. Shubin, « Late Jurassic salamandroid from western Liaoning, China », Proceedings of the National Academy of Sciences, Washington et États-Unis, NAS, vol. 109, no 15,‎ 10 avril 2012 et 12 mars 2012, p. 5767-72 (ISSN 0027-8424 et 1091-6490, OCLC 43473694 et 1607201, PMID 22411790, PMCID 3326464, DOI 10.1073/PNAS.1009828109, lire en ligne).